# Petroica rodinogaster
La petroica ventrerosa (Petroica rodinogaster (Drapiez, 1819)) è un uccello della famiglia dei Petroicidi originario dell'Australia sud-orientale.

## Tassonomia
Descritta dal naturalista belga Pierre Auguste Joseph Drapiez nel 1819, la petroica ventrerosa è un membro della famiglia dei Petroicidi, o Eopsaltridi. Gli studi sull'ibridazione del DNA condotti da Charles Sibley e Jon Ahlquist spinsero gli studiosi a classificare questo gruppo nel parvordine dei Corvida, che comprende molti Passeriformi tropicali e australiani, tra i quali i Pardalotidi, i Maluridi, i Melifagidi e i Corvidi. Tuttavia, grazie a ricerche molecolari più recenti, è stato scoperto che i Petroicidi appartengono invece a uno dei rami più antichi dell'altro parvordine degli Oscini, i Passerida (o uccelli canori «avanzati»). Le analisi effettuate sul DNA nucleare e mitocondriale delle specie australiane del genere Petroica suggeriscono che la petroica ventrerosa e la petroica pettorosa siano strettamente imparentate tra loro.
Attualmente vengono riconosciute due sottospecie di petroica ventrerosa:
- P. r. inexpectata Mathews, 1912 (Australia sud-orientale);
- P. r. rodinogaster (Drapiez, 1819) (Tasmania e isole dello stretto di Bass).

## Descrizione
La petroica ventrerosa misura 13,5 cm di lunghezza e presenta un elevato dimorfismo sessuale - maschi e femmine, cioè, hanno un piumaggio molto differente. Il maschio ha testa, gola, dorso, ali e coda di colore grigio-nerastro scuro, petto e ventre rosa che sbiadisce fino a divenire bianco nella parte inferiore dell'addome, e fronte bianca. La femmina è grigio-marrone sulle regioni superiori, con due barre alari color camoscio, e di colore rosato su quelle inferiori. Becco e zampe sono neri, e gli occhi marrone scuro.

## Distribuzione e habitat
La petroica ventrerosa vive nelle foreste del Victoria meridionale e nelle zone viciniori di Australia Meridionale e Nuovo Galles del Sud, così come in Tasmania.

## Biologia

### Alimentazione
La dieta di questa specie comprende una vasta gamma di insetti e ragni, come bruchi, vespe icneumonidi, coleotteri, mosche e formiche.

### Riproduzione
La stagione della nidificazione va da settembre a gennaio. Il nido è costituito da una profonda coppa ben costruita, fatta di muschio e tenuta insieme o imbottita con tela di ragno, piume e peli, posta generalmente alla biforcazione di un ramo a circa 5 m di altezza dal suolo. Ciascuna covata è composta da tre o quattro uova. Queste, di 18×14 mm, sono di colore bianco-grigiastro, verdastro o bluastro, e sono ricoperte da puntini e macchioline di colore marrone scuro e lavanda, solitamente concentrati attorno al polo maggiore.